# Girona Falcons-Senglars 2018
Questa voce raccoglie le informazioni riguardanti i Girona Falcons-Senglars (collaborazione tra i Salt Falcons e i Vall d'Aro Senglars) nelle competizioni ufficiali della stagione 2018.

## XXX LCFA Senior

### Stagione regolare
| 26 novembre 2017, ore 17:00 | Salt Falcons /Vall d'Aro Senglars | 15 – 20 referto | Argentona Bocs |  |

| 17 dicembre 2017, ore 12:30 | Barcelona Uroloki | 20 – 7 referto | Salt Falcons/ Vall d'Aro Senglars |  |

| 14 gennaio 2018, ore 11:30 | Vilafranca Eagles | 7 – 19 referto | Salt Falcons/ Vall d'Aro Senglars |  |

| 28 gennaio 2018, ore 12:30 | Terrassa Reds | 30 – 6 referto | Salt Falcons/ Vall d'Aro Senglars |  |

| 11 febbraio 2018, ore 12:00 | Salt Falcons /Vall d'Aro Senglars | 21 – 14 referto | Barcelona Búfals |  |

| 25 febbraio 2018, ore 17:00 | Salt Falcons /Vall d'Aro Senglars | 15 – 27 referto | Barberá Rookies |  |

| 17 marzo 2018, ore 15:00 | Barcelona Pagesos | 12 – 21 referto | Salt Falcons/ Vall d'Aro Senglars |  |

## Statistiche di squadra
| Competizione      | %Vittorie | In casa | In casa | In casa | In casa | In casa | In casa | In trasferta | In trasferta | In trasferta | In trasferta | In trasferta | In trasferta | Totale | Totale | Totale | Totale | Totale | Totale |
| Competizione      | %Vittorie | G       | V       | N       | P       | Pf      | Ps      | G            | V            | N            | P            | Pf           | Ps           | G      | V      | N      | P      | Pf     | Ps     |
| ----------------- | --------- | ------- | ------- | ------- | ------- | ------- | ------- | ------------ | ------------ | ------------ | ------------ | ------------ | ------------ | ------ | ------ | ------ | ------ | ------ | ------ |
| Stagione regolare | .429      | 3       | 1       | 0       | 2       | 51      | 61      | 4            | 2            | 0            | 2            | 53           | 69           | 7      | 3      | 0      | 4      | 104    | 130    |
| Totale            | .429      | 3       | 1       | 0       | 2       | 51      | 61      | 4            | 2            | 0            | 2            | 53           | 69           | 7      | 3      | 0      | 4      | 104    | 130    |